# Religión en El Salvador

Vista de la Catedral del Divino Salvador del Mundo en San Salvador, El Salvador

La Constitución de la República de El Salvador garantiza el libre ejercicio de todas las religiones. La misma carta fundamental reconoce la personalidad jurídica de la Iglesia católica, mientras que los demás credos pueden obtener, conforme a las leyes, el reconocimiento de su personería (art. 26).
Históricamente, el país ha tenido una marcada mayoría católica. Sin embargo, de acuerdo a algunas encuestas, esta realidad ha ido cambiando. En 1988, la casa encuestadora IUDOP realizó un estudio sobre la religión en El Salvador y encontró que un 67.1% de la población se consideraba católica y el 16.4% era protestante, además de un 14.7% que declaraba no pertenecer a ninguna.
De acuerdo a las últimas encuestas realizadas en el año 2023 por casas encuestadoras con reputación en El Salvador, como la IUDOP, y el Latinobarómetro quienes cuentan con gran prestigio en la región Latinoamericana, El Salvador es actualmente un país mayoritariamente católico pero con una cantidad muy importante y similar de protestantes. Las confesiones católica y protestantes unidas representan el 79.4% de la población salvadoreña en promedio. Según el promedio de las dos encuestas más recientes, el 17.4%, no pertenecen a ninguna iglesia o denominación. Existen otros grupos cristianos no protestantes en El Salvador como son: Anglicanos, Testigos de Jehová y La Iglesia de Jesucristo de los Santos de los Últimos Días. También, hay personas que pertenecen a doctrinas no cristianas, algunas presentes en el país son: Islam, bahaísmo, judaísmo, budismo y Asociación Internacional para la Conciencia de Krishna y religiones tradicionales nativas.  Éstos representan un 2.3% de la población en promedio.
| Encuesta        | Cristianos (%) | Católicos | Protestantes | Ninguna | Otras religiones | Agnósticos o ateos |
| --------------- | -------------- | --------- | ------------ | ------- | ---------------- | ------------------ |
| IUDOP           | 76.7%          | 42.1%     | 34.6%        | 18.5%   | 3.2%             | 1.7%               |
| Latinobarómetro | 82.1%          | 43.9%     | 38.2%        | 16.3%   | 1.4%             | N/D                |
| Promedio        | 79.4%          | 43.0%     | 36.4%        | 17.4%   | 2.3%             | N/D                |

## Encuestas recientes
En una encuesta realizada en el año 2021 por el IUDOP, se hizo una encuesta electoral por departamento en la cual se preguntó por la religión de los encuestados en cuatro departamentos, los departamentos de San Salvador, La Libertad, Santa Ana y San Miguel. Además del total a nivel nacional y una encuesta para el distrito de San Salvador.

### Religión por departamento
| Departamentos | Católicos | Protestantes | Ninguna | Otras religiones | Agnósticos o ateos |
| ------------- | --------- | ------------ | ------- | ---------------- | ------------------ |
| San Salvador  | 41.0%     | 40.3%        | 13.5%   | 4.4%             | 0.8%               |
| La Libertad   | 39.8%     | 39.7%        | 16.9%   | 2.7%             | 0.9%               |
| Santa Ana     | 33.5%     | 45.7%        | 18.6%   | 1.4%             | 0.8%               |
| San Miguel    | 46.2%     | 32.3%        | 18.0%   | 2.5%             | 0.9%               |
| País          | 43.3%     | 33.9%        | 18.6%   | 3.0%             | 1.2%               |

### Religión por distrito
| Distrito     | Católicos | Protestantes | Ninguna | Otras religiones | Agnósticos o ateos |
| ------------ | --------- | ------------ | ------- | ---------------- | ------------------ |
| San Salvador | 43.9%     | 36.5%        | 13.2%   | 4.2%             | 2.2%               |

## Cristianismo
Desde la época colonial y por la influencia española, El Salvador ha sido un país tradicionalmente católico. Sin embargo, desde la década de los 1970, la cantidad de católicos ha ido reduciéndose hasta la década de los 2010. Desde entonces se ha visto una disminución mucho menor, manteniéndose entre 43%-42%. Los protestantes ganaron terreno de manera rápida entre la década de 1970 y 2000. Aunque pareciera que el crecimiento se ha detenido y mantenido en la última década, manteniéndose entre 34%-38%. Para demostrar esto se usará la encuesta y estudios realizados por parte del IUDOP, que ha sido la única casa encuestadora que ha venido haciendo estudios de esta índole desde la década de 1980 hasta la década presente de 2020.
| Año  | Católicos | Protestantes | Ninguna | Otras religiones | Agnósticos o ateos |
| ---- | --------- | ------------ | ------- | ---------------- | ------------------ |
| 1988 | 67.1%     | 16.4%        | 14.7%   | 4.8%             | N/D                |
| 1998 | 55.2%     | 20.6%        | 22.1%   | 2.1%             | N/D                |
| 2009 | 50.4%     | 38.2%        | 8.9%    | 2.5%             | N/D                |
| 2016 | 43.1%     | 38.5%        | 15.9%   | 2.5%             | N/D                |
| 2023 | 42.1%     | 34.6%        | 18.5%   | 3.2%             | 1.7%               |

### Catolicismo
Durante siglos, después de la conquista española, el reino de Guatemala profesó la religión católica, durante esa época El Salvador estuvo ligado a la iglesia católica del reino de Guatemala. Hasta 1842, cuando se separó oficialmente de la arquidiósesis de Guatemala. La constitución establece la libertad de religión y garantiza que todas las personas son iguales ante la ley, prohibiendo la discriminación basada en la religión. Otorga reconocimiento oficial automático a la Iglesia Católica y permite que otros grupos religiosos soliciten el reconocimiento oficial mediante el registro. Aunque no es obligatorio, registrarse ante el Ministerio de Gobernación ofrece beneficios como la exención de impuestos. La constitución permite que los grupos religiosos operen sin registrarse, pero el registro proporciona un estatus de exención de impuestos y facilita actividades que requieren permisos oficiales, como la construcción de lugares de culto.

### Protestantismo
El protestantismo llegó a El Salvador en 1893, con la llegada del misionero protestante Reverendo Francisco G. Penzotti, quien era representante de la Sociedad Bíblica Americana. A partir de la llegada de este, muchos misioneros protestantes más empezaron a llegar a El Salvador, sobre todo desde Estados Unidos. El protestantismo ha ganado popularidad en décadas recientes, sobre todo después de la década de 1970. Ya que antes de esto, y durante 77 años desde 1893, solo el 3% de la población se identificaba como protestante. Entre las iglesias protestantes con más seguidores en El Salvador se encuentran las Asambleas de Dios, Tabernáculo Bíblico Bautista, Misión Cristiana Elim Internacional, Iglesia de Dios (Séptimo Día) y la Iglesia Bautista, representando estas cinco principales congregaciones más de la mitad de los protestantes salvadoreños según el IUDOP.

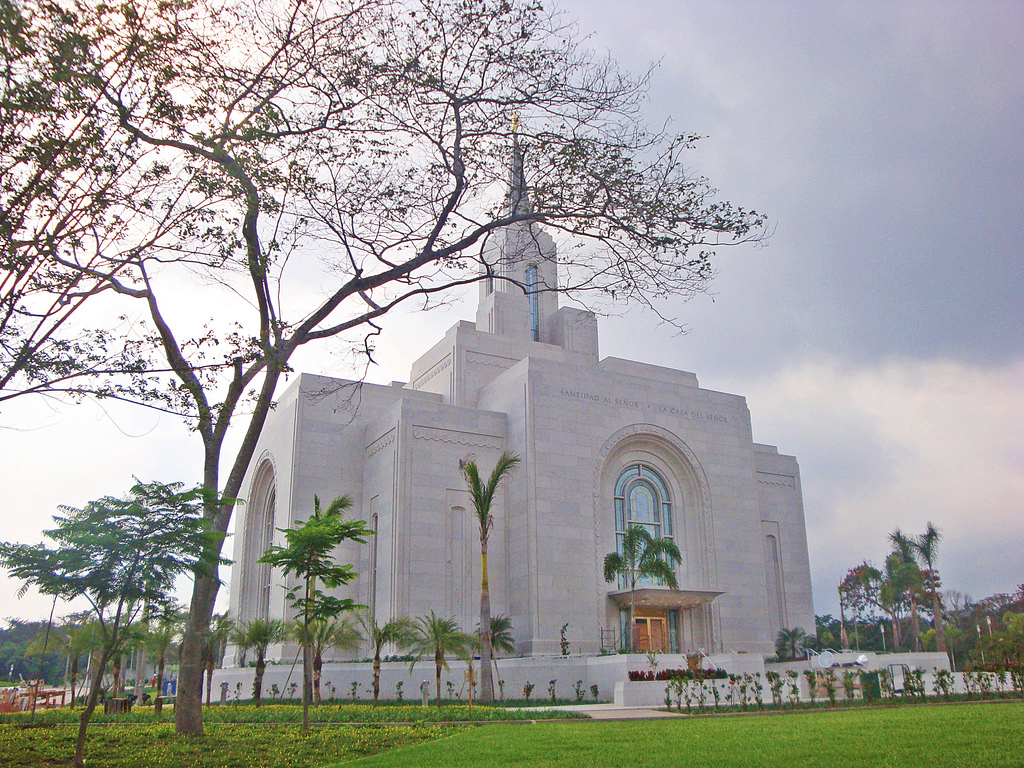
Templo de La Iglesia de Jesucristo de los Santos de los Últimos Días, más conocida como iglesia mormona en El Salvador.

### Otras congregaciones cristianas
Comprenden a los Testigos de Jehová, La Iglesia de Jesucristo de los Santos de los Últimos Días, Anglicanos, Adventistas del Séptimo Día y Ortodoxismo. Todas estas congregaciones cristianas son recientes en el país. Las personas que se identifican con estas iglesias cristianas varía entre el 1%-3% durante diferentes años, según el IUDOP.

## Sin religión
En esta parte de la población se toman en cuenta diferentes creencias como el ateísmo, el agnosticismo, el deísmo, la irreligión, el humanismo secular y el escepticismo religioso. En esta categoría se encuentra la mayor parte de personas que no considera la religión parte importante de su vida, los números han variado bastante, según el IUDOP, este se mantiene entre el 8%-22%, dependiendo del año del estudio. Este número coincide con el 19% de la población salvadoreña que expresó en la misma encuesta que no asiste a la iglesia para ir a misa o cultos. Sin embargo, la encuesta IUDOP preguntó en 2023 específicamente para aquellos que se consideraban ateos, es decir, no creen en Dios, o agnósticos, que creen que es imposible conocer o probar la existencia de Dios o de cualquier deidad. Esta categoría subió al 1.7% en El Salvador. 

## Otras religiones
En esta parte se comprenden a las doctrinas no cristianas como el Islam, el Judaísmo, el Bahaísmo, el Budismo, el Espiritismo, el Ocultismo, el Hinduismo, y la espiritualidad Maya. Estas igual varían entre el 1%-3%.